# Finikounda
Finikounda (griechisch Φοινικούντα (f. sg.), auch Finikounta, Foinikounta, älter auch Finikous Φοινικούς (m. sg.)) ist ein griechischer Hafen- und Badeort in Messenien. Zusammen mit einigen umliegenden Siedlungen bildet er eine Ortsgemeinschaft im Gemeindebezirk Methoni der Gemeinde Pylos-Nestoras. Unter dem alten Namen Paralia Lachanadas Παραλία Λαχανάδας wurde der Ort 1929 als Landgemeinde (kinotita) anerkannt und 1930 umbenannt. 1997 erfolgte die Eingemeindung zu Methoni, 2011 ging Finikounda mit Methoni in der neuen Gemeinde Pylos-Nestor auf. Im Jahr 2011 wurden im Dorf selbst 592 Einwohner gezählt. Seit Beginn des 21. Jahrhunderts und mit Fertigstellung der Küstenstraße Methoni-Koroni hat sich Finikounda zu einem Touristenort entwickelt. Es entstanden zahlreiche Resorts, Hotels und Ferienhäuser sowie Bars, Restaurants und Einkaufszentren.

## Geografie
Finikounda liegt am südwestlichen Ende des Peloponnes, etwa in der Mitte zwischen Methoni und Koroni.
Zu Finikounda gehören die Dörfer Anemomylos, Lachanada, Chrizokambos und Loutsa, das unbewohnte Eiland Agia Marina sowie die etwa fünf Kilometer von der Küste entfernte unregelmäßig bewohnte Insel Schiza.

## Sehenswürdigkeiten
- Kirche
- kleiner Fischerhafen

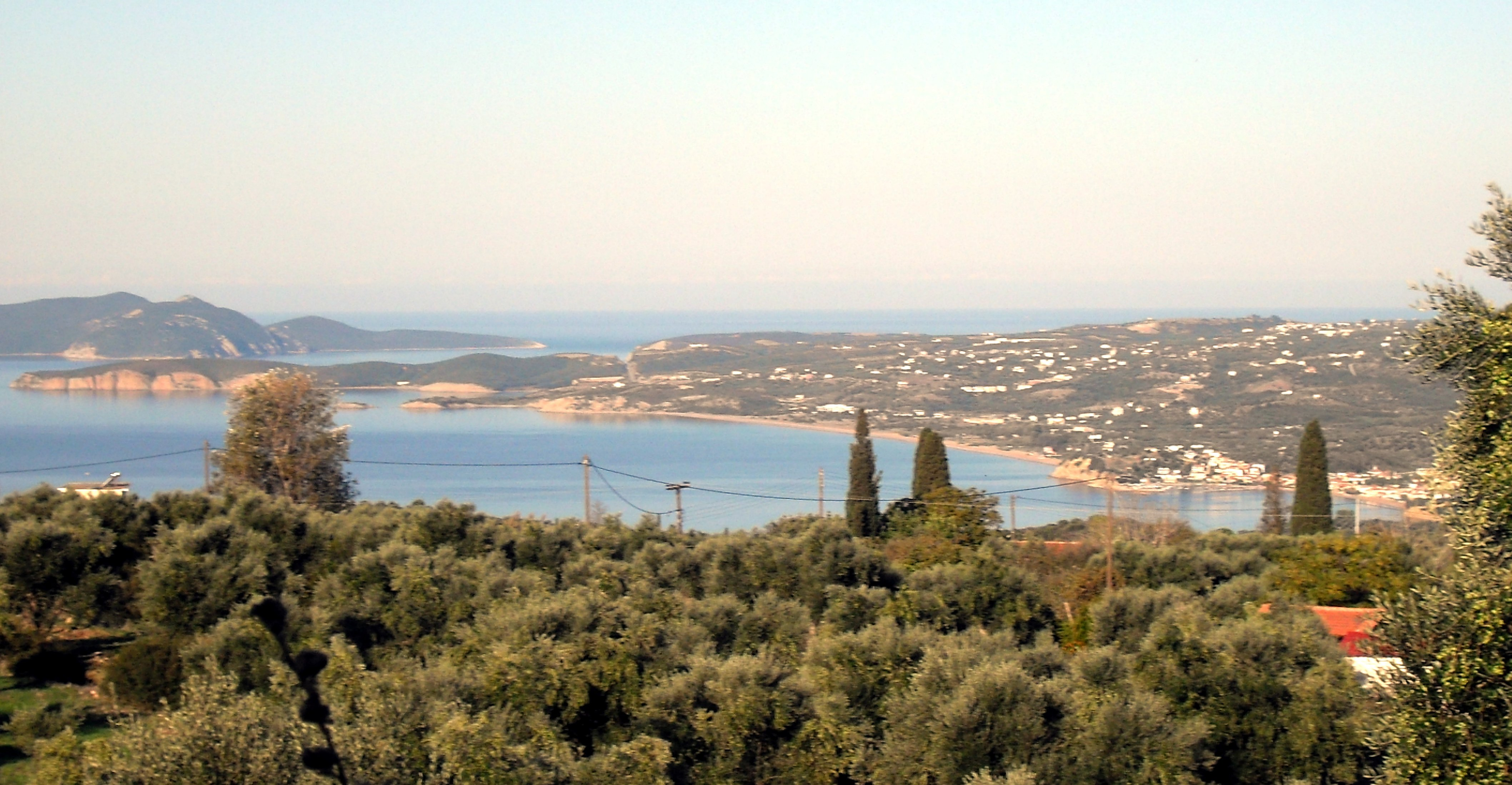
Blick auf Finikounda, Kap Kolyvri und die Insel Sapientza
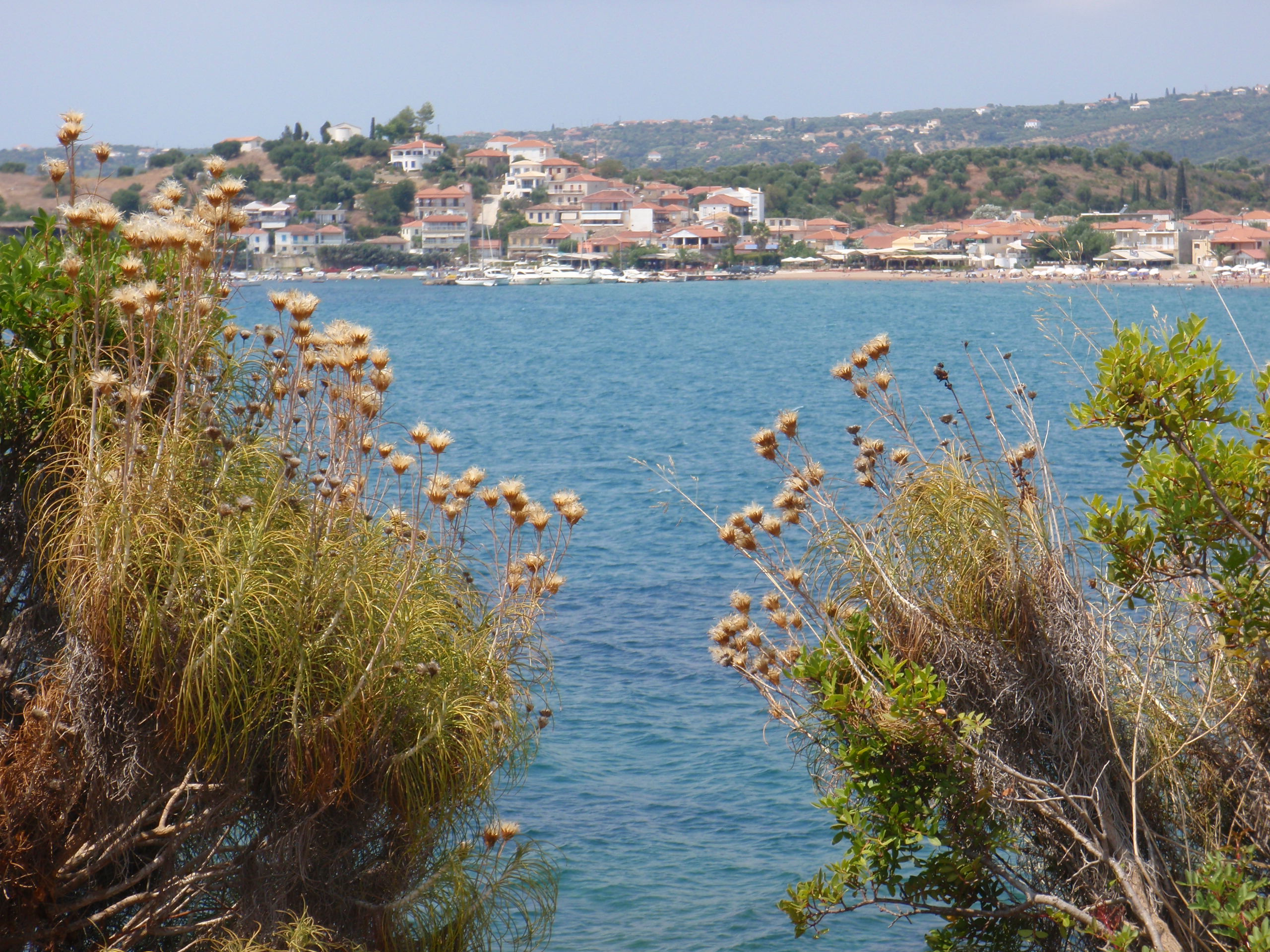
Blick auf Finikounda und den Hafen
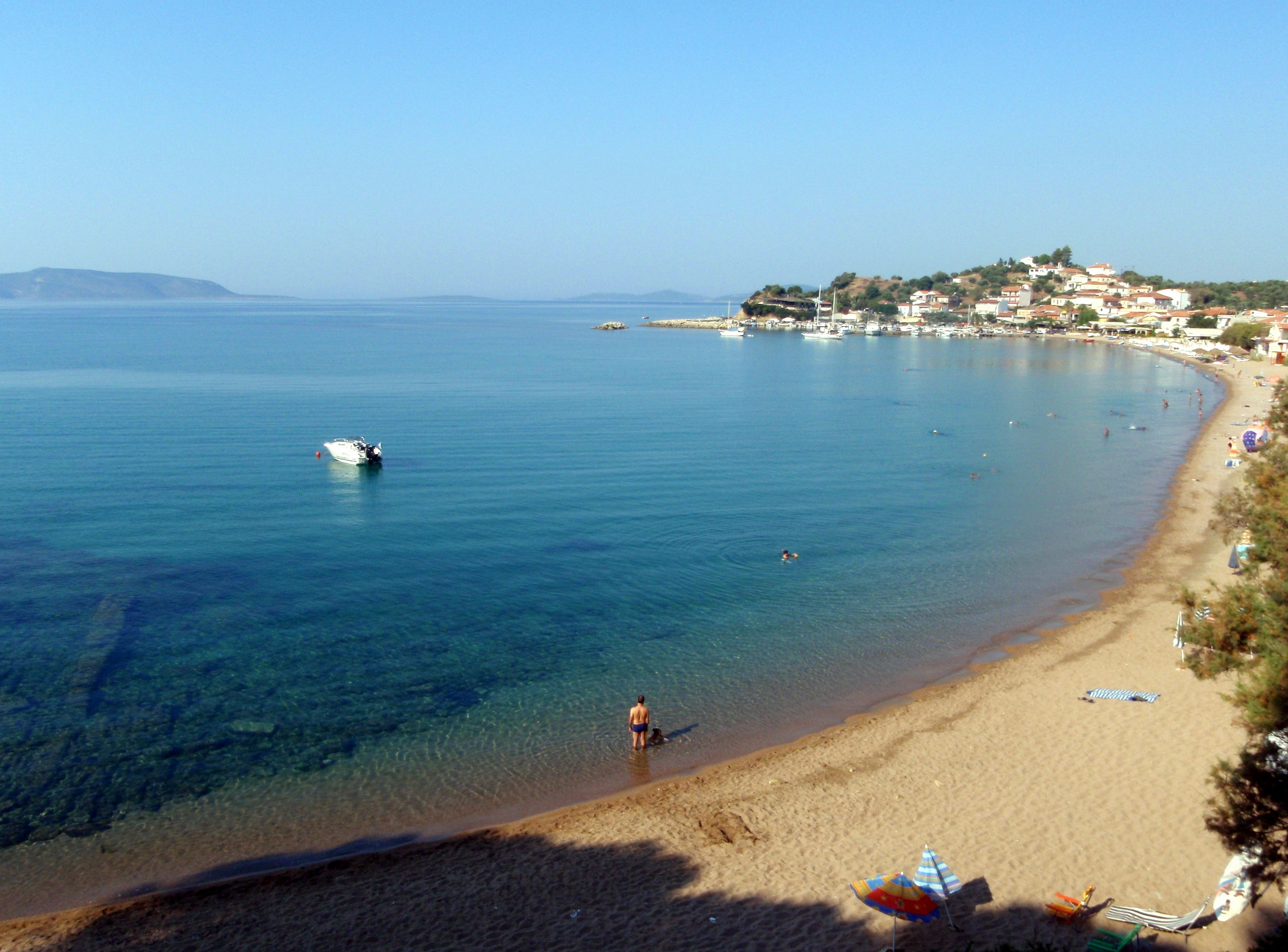
Strand und Ort
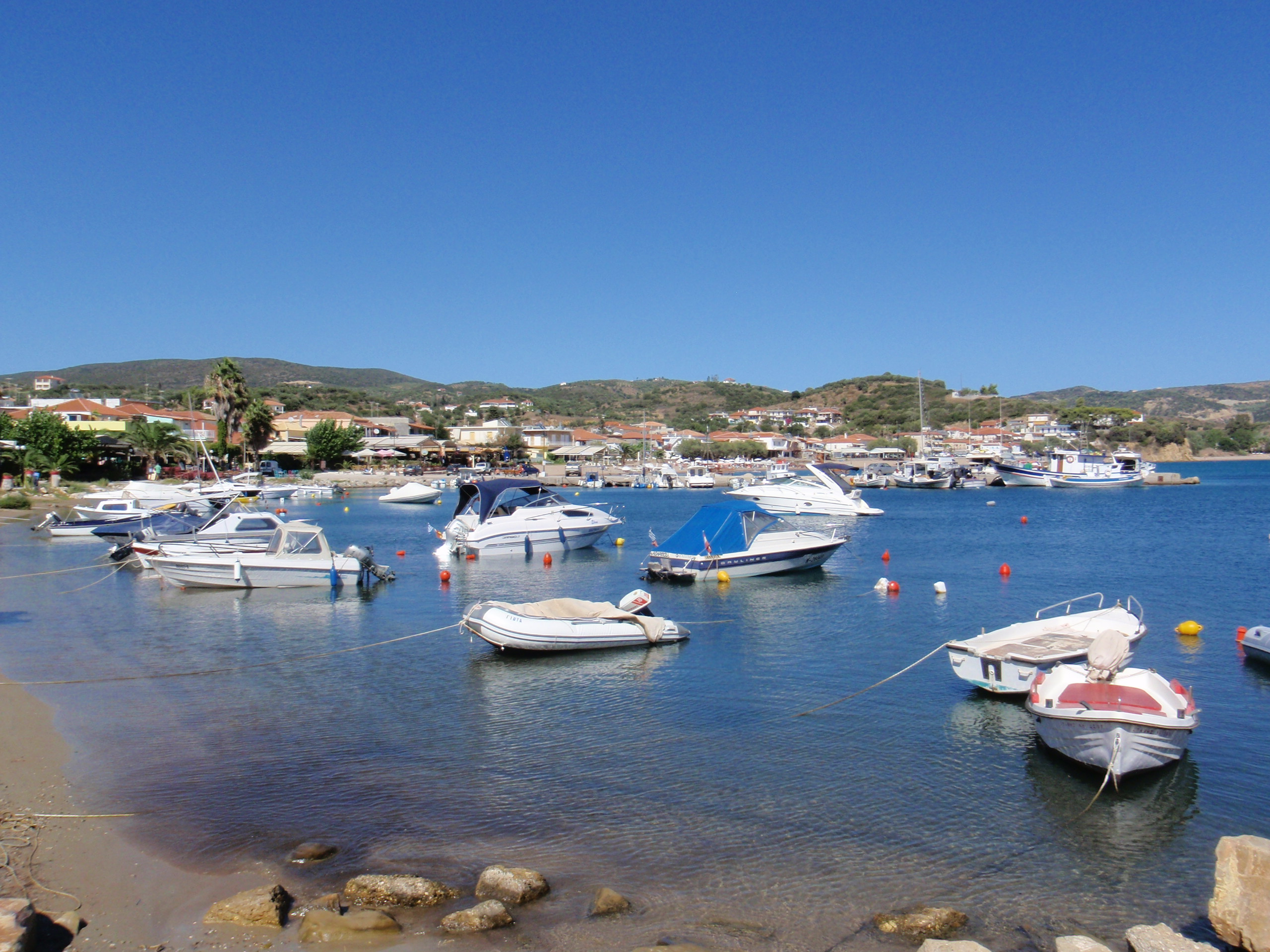
Der kleine Hafen
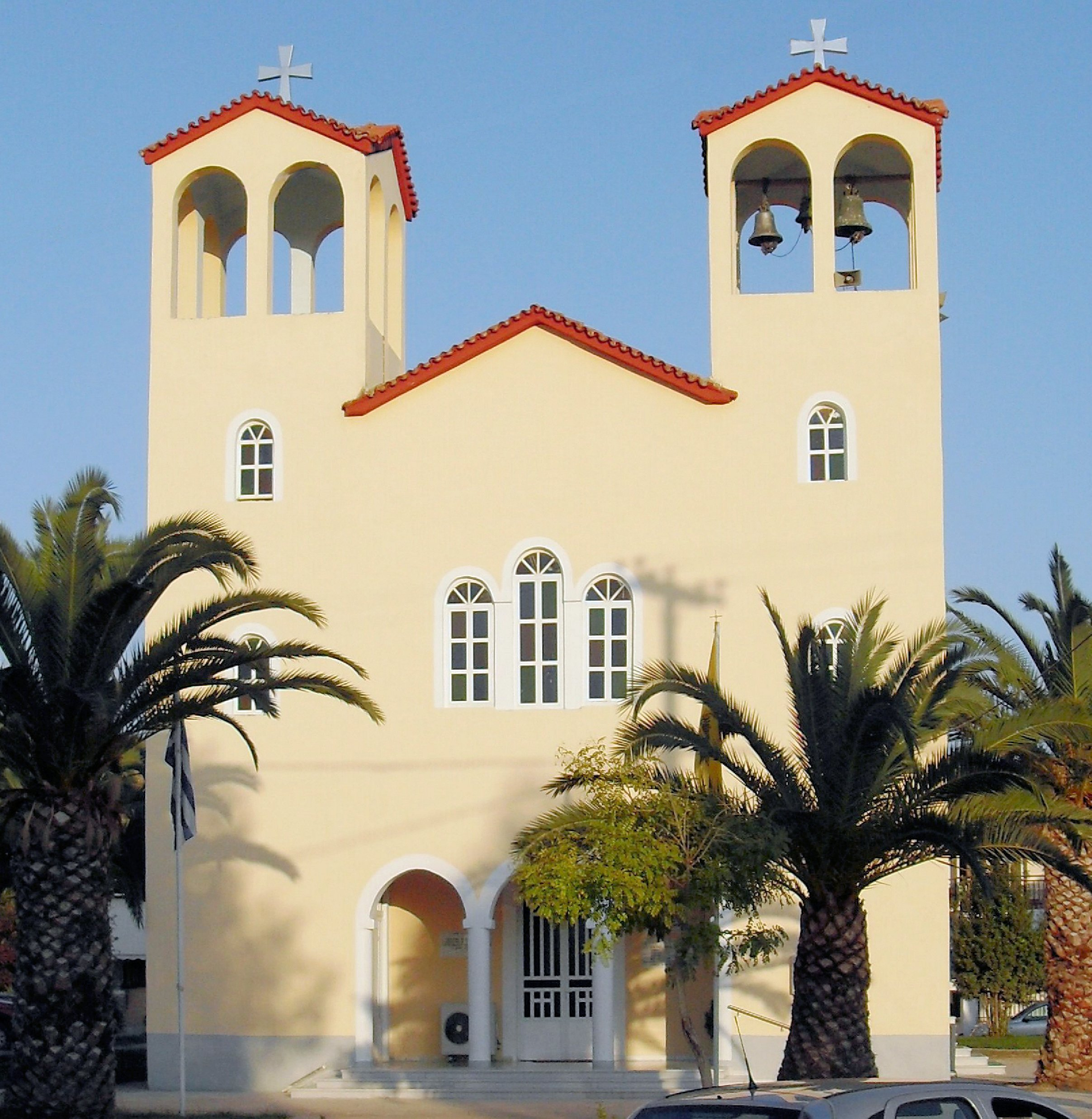
Kirche
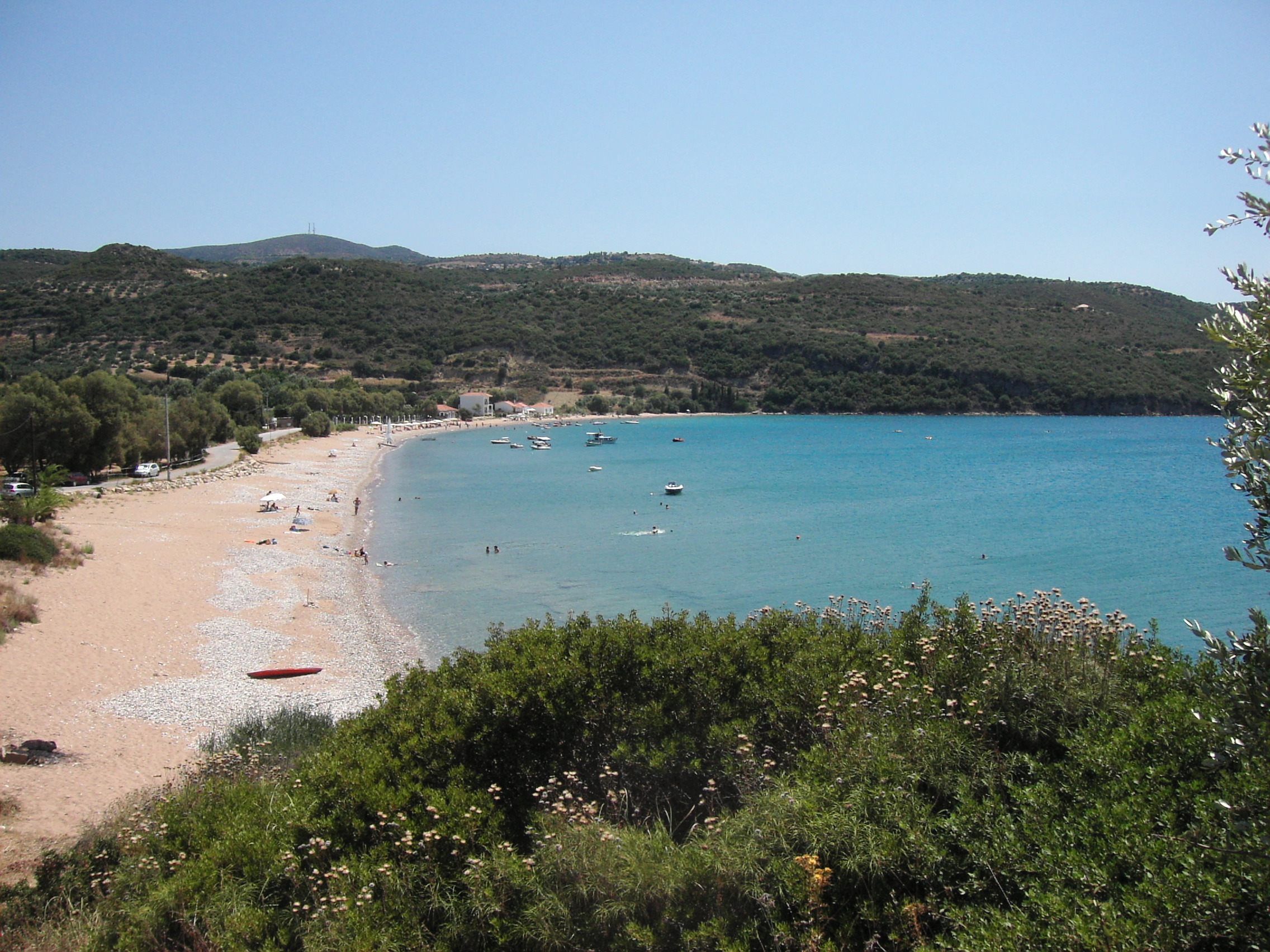
Strand in Loutsa